# 高墨达
高墨达（古波斯楔形文字：𐎥𐎢𐎶𐎠𐎫 [Gaumāta] 错误：{{Transl}}：无法识别语言／字母代码 古波斯语（帮助）；？—前522年），又譯高墨塔，是波斯帝国阿契美尼德王朝时期的一个抹黑居魯士大帝兒子巴爾迪亞為篡位者所捏造的虛構角色。古希腊文献称之为斯梅尔迪士。
巴尔迪亚（𐎲𐎼𐎮𐎡𐎹 [Bardiya] 错误：{{Transl}}：无法识别语言／字母代码 古波斯语（帮助））是波斯帝国开国之君居鲁士二世的儿子。根據自稱與居魯士大帝同一家族的大流士一方單方面的說法：居鲁士二世死后，冈比西斯二世即位，将兄弟巴尔迪亚杀死。但冈比西斯的统治很不得人心。前522年，冈比西斯远征埃及，琐罗亚斯德教的祭司高墨达伪称自己就是巴尔迪亚，发动政变，夺取了王位。冈比西斯得知此事后匆忙回師征討，但在途中突然神秘死去。
大流士一世在不久之后，联合其他贵族推翻了居魯士的兒子巴爾迪亞，然後污衊他是高墨达假扮，夺取了王位。其宣稱的高墨达被投入监狱处死。之後卻發生大規模的“叛亂”反抗大流士的篡位。（成王敗寇由勝者書寫歷史的觀點，便將這些反抗者稱為造反者。）
由於大流士一世曾被居魯士大帝懷疑有叛變的行跡，根據歷史學者對於波斯歷史上的出入推理，高墨達可能是真正的居魯士大帝的兒子巴尔迪亚，是被大流士捏造故事誣賴而殺死。

## 疑點
1. 高墨達若為被居魯士大帝砍下耳朵的瑣羅亞斯德教僧侶所假扮，那麼居魯士大帝就不可能是信奉瑣羅亞斯德教，瑣羅亞斯德教可能是大流士一世自己信奉的。可能大流士一世跟居魯士家族是不同信仰。其宣稱都屬於阿契美尼斯家族的真實性有待釐清。
2. 若是照大流士說的，巴爾迪亞已經被岡比西斯二世給殺了，若是秘密殺死的，那麼高墨達怎能得知這事情並假扮呢？若是巴爾迪亞已經被殺死，那就不可能有人能假扮巴爾迪亞。可見高墨達假扮是完全無理的謊言。並且若是岡比西斯二世已經處死巴爾迪亞，就不可能急忙回軍，顯然這證明了巴爾迪亞沒有死並且岡比西斯二世也不是為此回軍，這些大流士的單方面說法都充滿了謬誤與矛盾之處。那既然巴爾迪亞沒死，顯然繼任王位的巴爾迪亞是居魯士大帝的真正兒子，是合法王位繼承人，所以巴爾迪亞的時候各地不反叛，反而在大流士篡位以後，各地起來反抗大流士的統治。就是因為大流士不是合法的繼承人而是篡位者。
3. 從岡比西斯二世的殘暴傳聞，但根據考古出土的阿匹斯墓碑上所敘述,岡比西斯二世卻是實施從居魯士大帝所繼承的宗教寬容政策，不但没有事實宗教迫害，還在神牛阿匹斯病逝後，以法老的身份參加了阿匹斯的葬禮。而且，现存的文献史料上一直对冈比西斯二世之死语焉不详。考古出土的證據，顯然和波斯歷史上的記載岡比西斯二世殘暴的說法有矛盾出入之處。被判斷是篡位者的大流士一世的抹黑。
4. 無論是岡比西斯二世的死因只被簡略提起、甚至是大流士一世曾經被居魯士大帝認定有叛變的問題上來看，高墨達的故事真實性都具有可疑之處。
5. 根據考古出土的居魯士圓柱上面記載著居魯士大帝的詳細家譜，卻不存在大流士大帝宣稱的共同祖先阿契美尼斯的名字，可以證明大流士大帝本身是篡位者並捏造一個虛假的家譜出來，是其謊言之一。
6. 大流士大帝經常指責叛亂者和反對者是冒名頂替者（例如尼布甲尼撒三世），但如果說他們都是冒名頂替者，那麼可信度就難以保證。